# Selenomphalus euryae
Selenomphalus euryae är en insektsart som först beskrevs av Takahashi 1931.  Selenomphalus euryae ingår i släktet Selenomphalus och familjen pansarsköldlöss. Inga underarter finns listade i Catalogue of Life.